# Brandon Sanderson

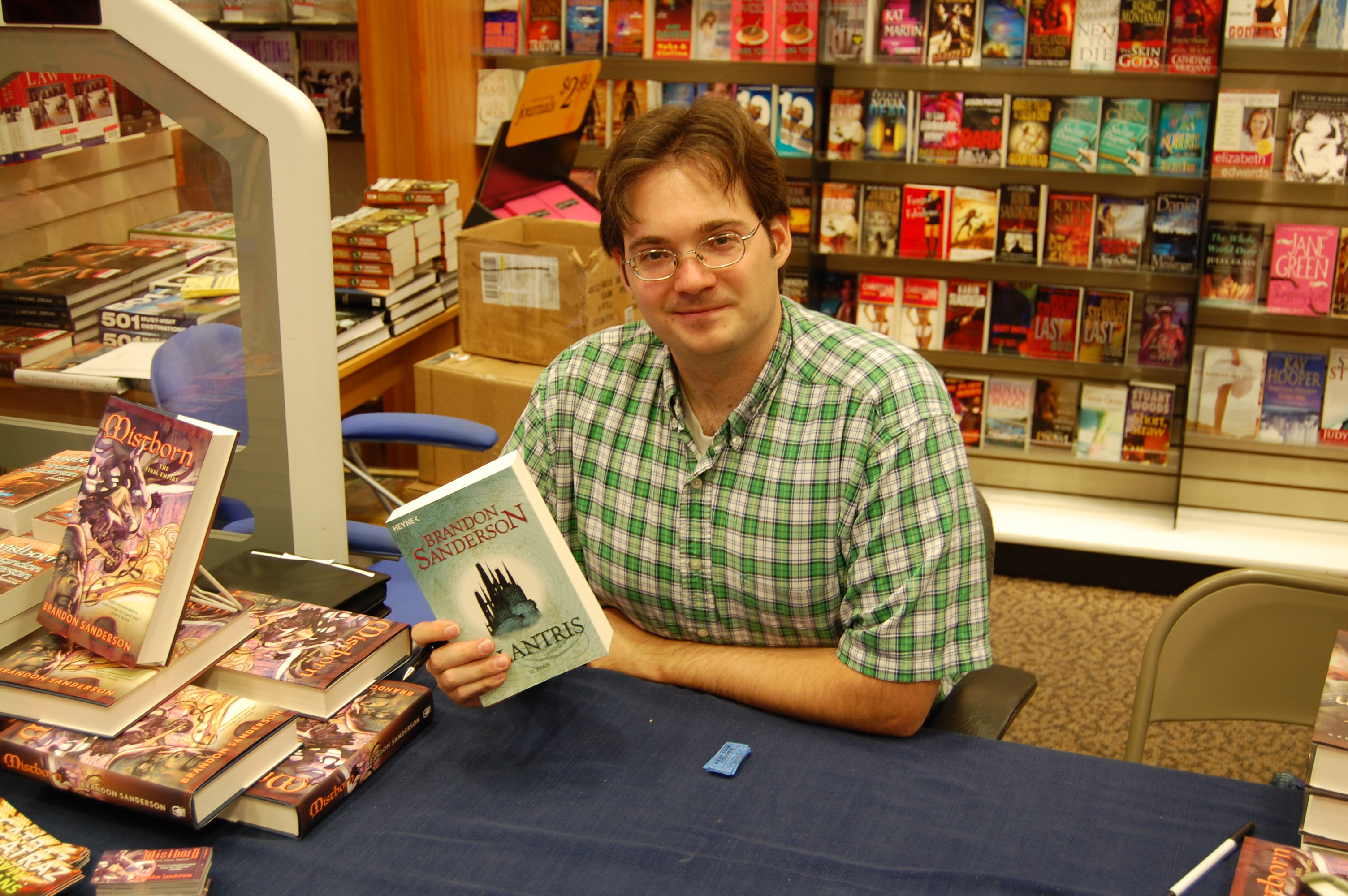
Brandon Sanderson z egzemplarzem Elantris (2007)

Brandon Sanderson (ur. 19 grudnia 1975 w Lincoln w stanie Nebraska) – amerykański pisarz fantastyki i powieści przygodowych dla młodzieży, wykładowca twórczego pisania. Dwukrotny laureat nagrody Hugo.

## Życiorys
W 1994 roku rozpoczął studia na kierunku biochemii na Uniwersytecie Brighama Younga w Provo w stanie Utah. W latach 1995–1997 prowadził w Seulu działalność misyjną Kościoła Jezusa Chrystusa Świętych w Dniach Ostatnich, którego jest członkiem. Po powrocie wznowił studia na anglistyce i w 2005 roku uzyskał tytuł magistra na kierunku twórczego pisania. Zadebiutował wydaną przez Tor Books w maju 2005 powieścią fantasy Elantris.
Od 7 lipca 2006 roku jest żonaty z nauczycielką Emily Bushman, która została jego menedżerką. W październiku 2007 roku urodził im się syn Joel.
W 2008 wydano pierwszy tom cyklu Mistborn, w Polsce znanego jako Ostatnie Imperium lub Z mgły zrodzony, razem z Elantris stanowiących zalążek Cosmere - cyklu cyklów, dziejących się we wspólnym świecie przedstawionym.
Po śmierci Roberta Jordana, autora cyklu fantasy Koło Czasu, Brandon Sanderson został wybrany przez żonę zmarłego, Harriet Rigney, aby dokończył ostatni, 12. tom tej serii. Z uwagi na obszerność materiału przygotowanego przez Jordana został on wydany w trzech częściach.
W 2013 roku otrzymał dwie nagrody Hugo: w kategorii Best Novella (Nowa dusza cesarza) oraz Best Related Work (za Writing Excuses Season Seven wraz z Danem Wellsem, Mary Robinette Kowal, Howardem Taylerem i Jordanem Sandersonem).

## Cosmere
Dużą część utworów fantasy Sandersona łączy wspólny świat przedstawiony - cosmere, w którym istnieje szereg zamieszkanych planet, między którymi da się podróżować. Niektóre z postaci występują w wielu seriach dziejących się na różnych planetach. We wczesnych książkach te powiązania są słabo zarysowane, lecz z czasem zyskują na znaczeniu.

### CyklOstatnie Imperium

#### Oryginalna trylogia (Era Pierwsza)
- Z mgły zrodzony, Wydawnictwo Mag, 2008 i 2016, ISBN 978-83-7480-080-8 (The Final Empire, Tor Books, 2006, ISBN 978-0-7653-5038-1)
- Studnia wstąpienia, Wydawnictwo Mag, 2010 i 2016, ISBN 978-83-7480-153-9 (The Well of Ascension, Tor Books, 2007, ISBN 978-0-7653-5613-0)
- Bohater wieków, Wydawnictwo Mag, 2011 i 2016, ISBN 978-83-7480-200-0 (The Hero of Ages, Tor Books, 2008, ISBN 978-0-7653-5614-7)

#### Seria Waxa i Wayne’a (Era Druga)
- Stop prawa(inne języki), Wydawnictwo Mag, 2012 ISBN 978-83-7480-238-3 (The Alloy of Law, Tor Books, 2011, ISBN 978-0-7653-3042-0)[5]
- Cienie tożsamości(inne języki), Wydawnictwo Mag, 2016 ISBN 978-83-7480-637-4 (Mistborn: Shadows of Self, Tor Books, 2015, ISBN 978-0-7653-7855-2)
- Żałobne opaski(inne języki), Wydawnictwo Mag, 2016 ISBN 978-83-7480-646-6 (Mistborn: The Bands of Mourning, Tor Books, 2016, ISBN 978-0-7653-7857-6)[6]
- Zaginiony metal(inne języki), Wydawnictwo Mag, 2022 ISBN 978-83-67353-21-2 (Mistborn: The Lost Metal, Tor Books, 2022)

#### Krótsze utwory
- Jedenasty metal w Bezkres magii, Wydawnictwo Mag, 2017 (The Eleventh Metal)
- Tajna historia(inne języki), w Bezkres magii(inne języki), Wydawnictwo Mag, 2017 (Mistborn: Secret History)
- Allomanta Jak i Czeluście Eltanii, odcinki od 28 do 30, w Bezkres magii, Wydawnictwo Mag, 2017 (Allomancer Jak and the Pits of Eltania, Episodes 28 through 30)

### CyklArchiwum Burzowego Światła
- Droga królów, Wydawnictwo Mag, 2014 ISBN 978-83-66409-31-6 (The Way of Kings, Tor Books, 2010, ISBN 978-0-7653-2635-5)
- Słowa światłości, Wydawnictwo Mag, 2014 ISBN 978-83-66409-50-7 (Words of Radiance, Tor Books, 2014, ISBN 978-0-575-09904-3)
- Dawca przysięgi (tom 1 i 2), Wydawnictwo Mag, 2017, 2018 ISBN 978-83-66409-53-8, ISBN 978-83-66409-54-5 (Oathbringer, Tor Books, 2017, ISBN 978-1-4272-7592-9)
- Rytm wojny(inne języki) (tom 1 i 2), Wydawnictwo Mag, 2021 ISBN 978-83-66712-19-5, ISBN 978-83-66712-46-1 (Rhythm of War, Tor Books, 2020, ISBN 978-0-7653-2638-6)
- Wiatr i prawda(inne języki) (tom 1 i 2), Wydawnictwo Mag, 2025 ISBN 978-83-68240-48-1, ISBN 978-83-68240-53-5 (Wind and Truth, Tor Books, 2024, ISBN 978-1-250-31918-0)

#### Krótsze utwory
- Tancerka krawędzi, Wydawnictwo Mag, 2017 ISBN 978-83-66712-20-1 (Edgedancer, Tor Books, 2016)
- Odprysk świtu, Wydawnictwo Mag, 2021 ISBN 978-83-66712-21-8 (Dawnshard, Dragonsteel Entertainment, 2020)

### Inne powieści
- Elantris(inne języki), Wydawnictwo Mag, 2007 i 2016, ISBN 978-83-7480-056-3 (Elantris, Tor Books, 2005, ISBN 978-0-7653-5037-4)
- Siewca wojny lub Rozjemca(inne języki), Wydawnictwo Mag, 2010 i 2017, ISBN 978-83-7480-170-6 (Warbreaker, Tor Books, 2009, ISBN 978-0-7653-2030-8)
- Warkocz ze Szmaragdowego Morza, Wydawnictwo Mag, 2023 ISBN 978-83-67353-45-8 (Tress of the Emerald Sea, Dragonsteel Entertainment, 2023, ISBN 978-83-67353-45-8)
- Yumi i Malarz Koszmarów, Wydawnictwo Mag, 2023 ISBN 978-83-67793-04-9 (Yumi and the Nightmare Painter, Dragonsteel Entertainment, 2023)
- Słoneczny Mąż, Wydawnictwo Mag, 2023 ISBN 978-83-67793-36-0 (The Sunlit Man, Dragonsteel Entertainment, 2023)
- Isles of the Emberdark, Dragonsteel Entertaintment, przewidywane wydanie amerykańskie 1 września 2025

### Zbiór krótszych utworów
- Bezkres magii(inne języki), Wydawnictwo Mag, 2017 (Arcanum Unbounded, Tor Books, 2016)
  - Nadzieja Elantris (The Hope of Elantris, opowiadanie, strona autora, 2006)
  - Dusza cesarza(inne języki), pierwsze pol. wydanie Solaris w Kroki w nieznane tom 9. jako Nowa dusza cesarza (The Emperor’s Soul, nowela, 2012)
  - Jedenasty metal (The Eleventh Metal, opowiadanie, Tor Books, 2016)
  - Cienie dla Ciszy w Lasach Piekła, pierwsze pol. wydanie Zysk i S-ka w Niebezpieczne kobiety, red. George R.R. Martin i Gardner Dozois (Shadows for Silence in the Forests of Hell, opowiadanie, 2013)
  - Szósty ze Zmierzchu (Sixth of the Dusk, opowiadanie  w Shadows Beneath, 2014, Dragonsteel Entertainment, ISBN 978-1-938570-03-2)
  - Allomanta Jak i Czeluście Eltanii, odcinki od 28 do 30 (Allomancer Jak and the Pits of Eltania, Episodes 28 through 30, Tor Books, 2016)
  - Tajna historia (Mistborn: Secret history, Tor Books, 2016)
  - Tancerka krawędzi (Edgedancer, nowela, Tor Books, 2016)

### Powieści graficzne
- Biały Piasek(inne języki). Omnibus (White Sand, trzytomowa powieść graficzna, Dynamite Entertainment, 2024)
  - Biały Piasek, Wydawnictwo Mag, 2017 ISBN 978-83-7480-731-9 (White Sand I, Dynamite Entertainment, 2016)
  - Biały Piasek 2, Wydawnictwo Mag, 2018 ISBN 978-83-7480-913-9 (White Sand II, Dynamite Entertainment, 2018)
  - Biały Piasek 3, Wydawnictwo Mag, 2019 ISBN 978-83-66712-22-5 (White Sand III, Dynamite Entertainment, 2019)

### Wczesne wersje powieści
- The Way of Kings Prime, Dragonsteel Entertainment, 2020 –  pierwsza wersja powieści Droga Królów, opublikowana na stronie internetowej Sandersona.
- Dragonsteel Prime, Dragonsteel Entertainment, 2024 –  powieść napisana jako praca dyplomowa Sandersona, wczesna wersja planowanej trylogii Dragonsteel, opublikowana online.

## Pozostałe dzieła

### CyklAlcatraz kontra Bibliotekarze(inne języki)
- Alcatraz kontra Bibliotekarze. Piasek Raszida(inne języki), Wydawnictwo IUVI, 2017 ISBN 978-83-7966-029-2 (Alcatraz Versus the Evil Librarians, Scholastic Press, 2007, ISBN 978-0-439-92552-5)
- Alcatraz kontra Bibliotekarze. Kości skryby(inne języki), Wydawnictwo IUVI, 2017 ISBN 978-83-7966-035-3 (Alcatraz Versus the Scrivener’s Bones, Scholastic Press, 2008, ISBN 978-0-439-92554-9)
- Alcatraz kontra Bibliotekarze. Rycerze Krystalii, Wydawnictwo IUVI, 2017 ISBN 978-83-7966-037-7 (Alcatraz Versus the Knights of Crystallia, Scholastic Press, 2009, ISBN 978-0-439-92555-6)
- Alcatraz kontra Bibliotekarze. Zakon Rozbitej Soczewki, Wydawnictwo IUVI, 2018 ISBN 978-83-7966-040-7 (Alcatraz Versus the Shattered Lens, Scholastic Press, 2010, ISBN 978-0-439-92557-0)
- Alcatraz kontra Bibliotekarze. Mroczny talent, Wydawnictwo IUVI, 2018 ISBN 978-83-7966-044-5 (Alcatraz Versus the Dark Talent, Scholastic Press, 2016, ISBN 978-1-466-88153-2)
- Bastille Versus the Evil Librarians (z Janci Patterson, Starscape, 2022)

### CyklKoło Czasu– współautor
- Pomruki burzy(inne języki), Wydawnictwo Zysk i S-ka, 2011 (The Gathering Storm, Tor Books, 2009, ISBN 978-0-7653-0230-4)
- Bastiony mroku(inne języki), Wydawnictwo Zysk i S-ka, 2014 (Towers of Midnight, Tor Books, 2010[4], ISBN 978-0-7653-2594-5)
- Pamięć światłości(inne języki), Wydawnictwo Zysk i S-ka, 2016 (A Memory of Light, Tor Books, 2013, ISBN 978-0-7653-2595-2)

### SeriaLegion(inne języki)
- Legion: Wiele żywotów Stephena Leedsa, wydawnictwo Mag 2019 (Legion: The Many Lives of Stephen Leeds, 2018, Tor Books) 
  - Legion, pierwsze wyd. pol. Mag, 2017 (nowela, Subterranean Press, 2012)
  - Legion: Skin Deep, pierwsze wyd. pol. w Legion,  Mag, 2017 (nowela, Subterranean Press, 2014)
  - Legion kłamstwa patrzącego (Legion: Lies of the Beholder, nowela, 2018, Subterranean Press)
- Stephen Leeds: Death and Faxes (audiobook, którego współtwórcami są: Max Epstein, David Pace i Michael Harkins, 2022, Recorded Books)

### SeriaMściciele(inne języki)
- Stalowe Serce, Wydawnictwo Zysk i S-ka, 2015 (Steelheart, Delacorte Press, 2013, ISBN 978-0385743563)
- Mitosis, krótka opowieść, Delacorte Press, 2013
- Pożar, Wydawnictwo Zysk i S-ka, 2016 (Firefight, Delacorte Press, 2015)
- Calamity, Wydawnictwo Zysk i S-ka, 2017 (Calamity, Delacorte Press, 2016)[7]
- Lux, audiobook, Audible Studios, 2021

### CyklDo gwiazd(Cytoverse)
- Broniąc Elizjum, w „Nowa Fantastyka” 02/2016 (Defending Elysium, 2008)
- Do gwiazd(inne języki), Wydawnictwo Zysk i S-ka, 2019 (Skyward, 2018)
- Wśród gwiazd(inne języki), Wydawnictwo Zysk i S-ka, 2020 (Starsight, 2019)
- Eskadra Do Gwiazd, Wydawnictwo Zysk i S-ka, 2025 (Skyward Flight: The Collection, nowele z cyklu Skyward napisane z Janci Patterson, Delacorte Press, 2021):
  - Sunreach
  - ReDawn
  - Evershore
- Cytoniczka, Wydawnictwo Zysk i S-ka, 2022 (Cytonic, Delacorte Press, 2021)
- Hyperthief, Dragonsteel Entertaintment, 2023
- Śmiała, Wydawnictwo Zysk i S-ka, 2024 (Defiant, Delacorte Press, 2023)

### Pozostałe utwory
- Pierworodny, tłum. Mirosław P. Jabłoński w Kroki w nieznane tom 10, Solaris, 2014 (Firstborn, opowiadanie, 2008)
- Nienawidzę smoków, w „Nowa Fantastyka” 01/2016 (I Hate Dragons, opowiadanie, 2010)
- Infinity Blade: Awakening (nowela, 2011)
- Heuristic Algorithm and Reasoning Response Engine – wspólnie z Ethanem Skarstedtem, wydane w ARMORED Anthology (2012)
- Rytmatysta(inne języki), Wydawnictwo Mag, 2019 (The Rithmatist, Tor Books, 2013)
- Infinity Blade: Redemption, Chair Entertainment, 2013
- Dreamer, w antologii "Games Creatures Play", Ace Books, 2014
- Idealny stan, Wydawnictwo Mag, marzec 2017 (Perfect State, nowela, Dragonsteel Entertainment, marzec 2015)
- Migawka(inne języki), Wydawnictwo Mag, marzec 2017 (Snapshot, nowela, Dragonsteel Entertainment, 2017)
- Magic: Children of the Nameless, Wizards of the Coast, 2018
- The Original, Recorded Books, 2020
- Dark One, Vault Comics, 2021 – powieść graficzna napisana wspólnie z Jacksonem Lanzingiem i Collinem Kellym, zilustrowana przez Nathana C. Goodena i pokolorowana przez Kurta Michaela Russella.
- Dark One: Forgotten, Audible Studios, 2023 – audiobook napisany wspólnie z Danem Wellsem.
- Long Chills and Case Dough, Dragonsteel Entertainment, 2023 –  opowiadanie opublikowane na stronie internetowej Sandersona.
- Oszczędnego czarodzieja poradnik przetrwania w średniowiecznej Anglii, Wydawnictwo Mag, 2023 (The Frugal Wizard's Handbook for Surviving Medieval England, Dragonsteel Entertainment, 2023)
- The Most Boring Book Ever, Roaring Brook Press, 2024
- Tailored Realities, Tor Books, 2025 – zbiór opowiadań zawierający historie osadzone w uniwersum Cosmere oraz Cytoverse.